# Stazione di Nižnij Novgorod
La stazione di Nižnij Novgorod (in russo Нижний Новгород-Московский?, Nižnij Novgorod-Moskovskij, letteralmente: «Nižnij Novgorod per Mosca») è la principale stazione ferroviaria di Nižnij Novgorod. Aperta nel 1862 posta sulla Transiberiana.

## Storia

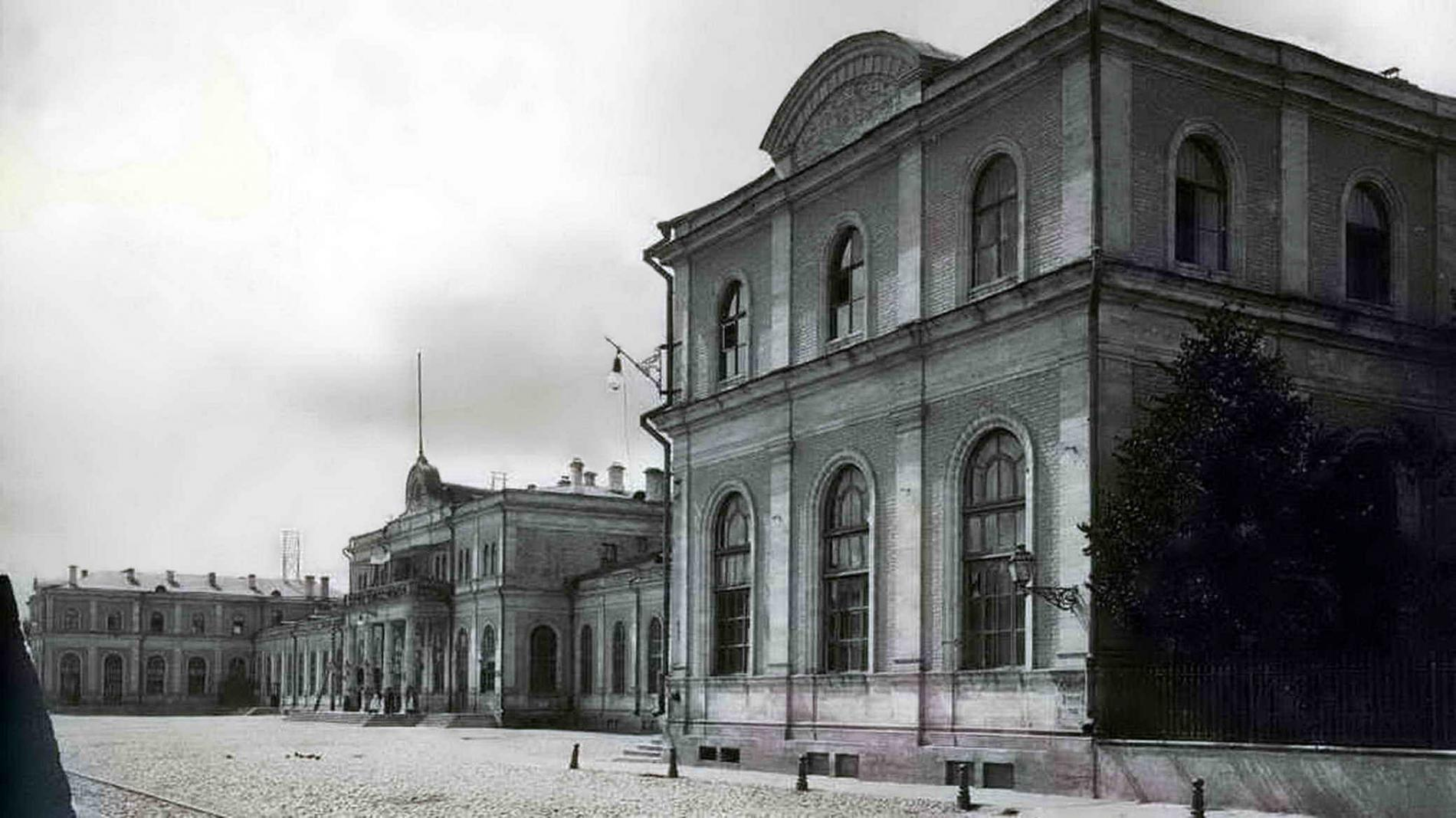
Stazione ferroviaria di Moskovskij nel 19 ° secolo

La stazione ferroviaria di Nižnij Novgorod fu costruita nel 1862, quando fu ampliata la linea ferroviaria Mosca - Vladimir. Il 2 agosto 1862 fu aperto il traffico sulla sezione Vladimir - Nižnij Novgorod. La stazione divenne il punto finale della ferrovia Mosca - Nižnij Novgorod. Consisteva di tre edifici a due piani collegati da passaggi alla lobby nel centro, sale d'attesa, posta, telegrafo, buffet e ristoranti. Un orologio è stato installato sulla torre centrale. All'interno dell'edificio le pareti erano decorate con pannelli a mosaico su temi eroici.
Nel 1894 fu costruito il padiglione imperiale per l'arrivo delle persone imperiali nella città. L'architetto Dmitrij Čičagov, un rappresentante della famosa dinastia degli architetti russi, progettò sia l'edificio che gli interni. La sala del padiglione era decorata con un grande ritratto di Nicola II e un camino scolpito in marmo bianco italiano. È stato installato un telefono per importanti colloqui. Il padiglione ricevette l'imperatore due volte: nel 1896, durante l'esibizione di tutta la Russia e nel 1913, durante la celebrazione del Romanov Terzo centenario.
Durante la rivoluzione del 1905, fu catturato da lavoratori ribelli e detenuto per qualche tempo.
Dopo la Rivoluzione d'ottobre del 1917, il Comitato dei Bolscevichi di Kanavino e l'istituzione medica della ferrovia si trovavano nell'edificio in tempi diversi.

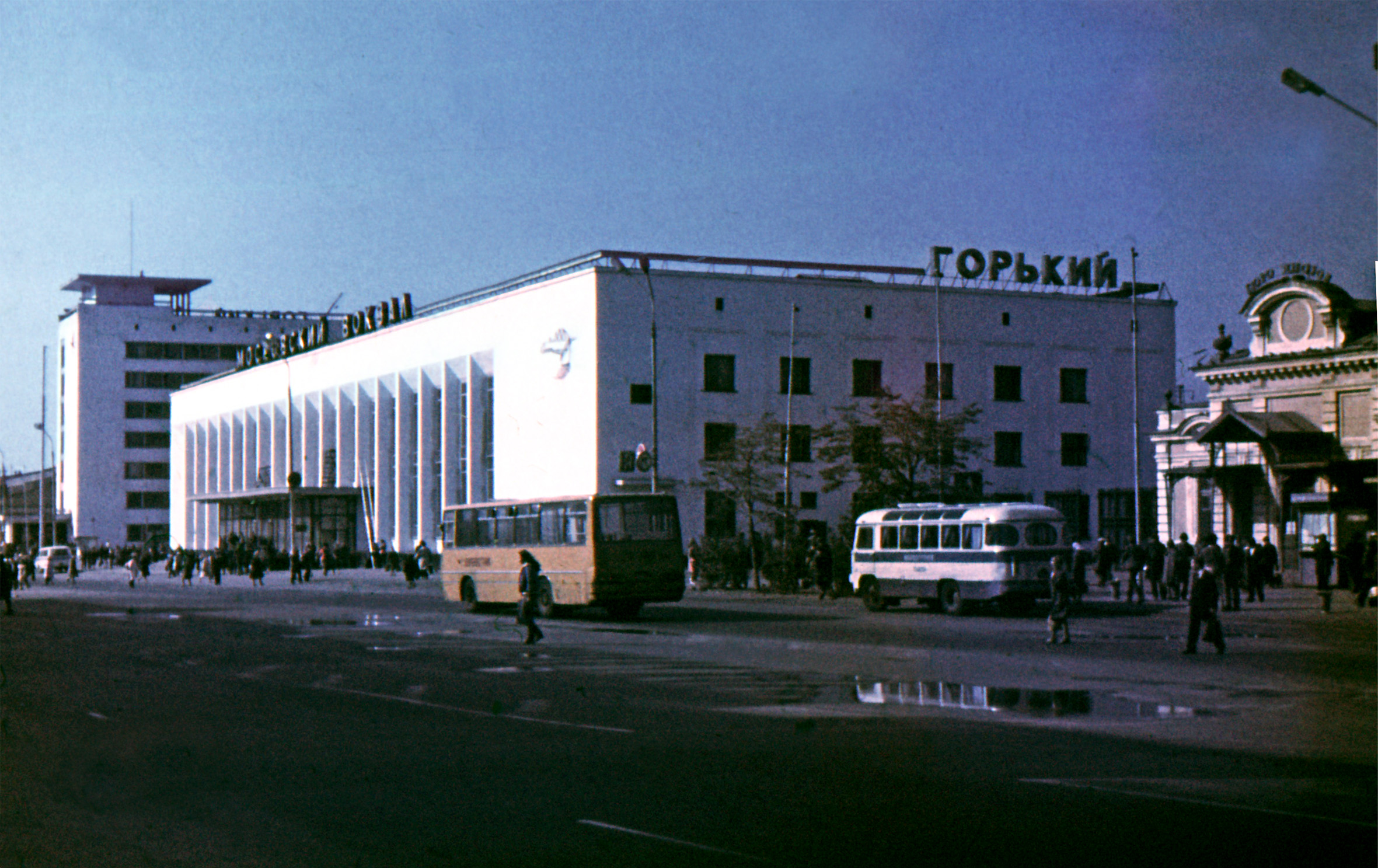
Città di Gorkij. Stazione ferroviaria di Moskoskij 1982

Per molto tempo il governo sovietico ha mantenuto il vecchio edificio.
Durante la seconda guerra mondiale, la stazione ferroviaria di Moskovskij, insieme alla stazione ferroviaria di Kazanskij, divenne un importante oggetto strategico. Per il collegamento delle due stazioni tra di loro furono gettati binari ferroviari attraverso il porto mercantile sul la Punta e ponte di Kanavinskij. I piloti tedeschi hanno provato più volte a bombardare la stazione ferroviaria, tuttavia, è stato inutilmente. Le bombe sono cadute su la Piazza della Rivoluzione e vicino al moderno edificio del grande magazzino centrale. Dopo aver vinto la guerra, i treni arrivarono alla stazione con soldati vittoriosi.
Negli anni '60, l'edificio della stazione fu completamente ricostruito per conferirgli un cosiddetto "aspetto civile". L'intera facciata storica è stata distrutta. All'interno, la stazione subì anche importanti cambiamenti: i mosaici "pre-rivoluzionari" furono sostituiti da quelli sovietici nello spirito del 20 ° secolo, le sale d'attesa e molte altre stanze furono ricostruite. Al centro della sala è stato collocato un gigantesco lampadario, realizzato nei Paesi Bassi, da una varietà di pannelli metallici. È diventato un simbolo della rinnovata stazione sovietica e un punto d'incontro per milioni di passeggeri.
Nel 1985, dopo il lancio della metropolitana, le uscite per il lungo passaggio alla stazione della metropolitana di Moskovskaja furono equipaggiate nell'edificio del terminal.

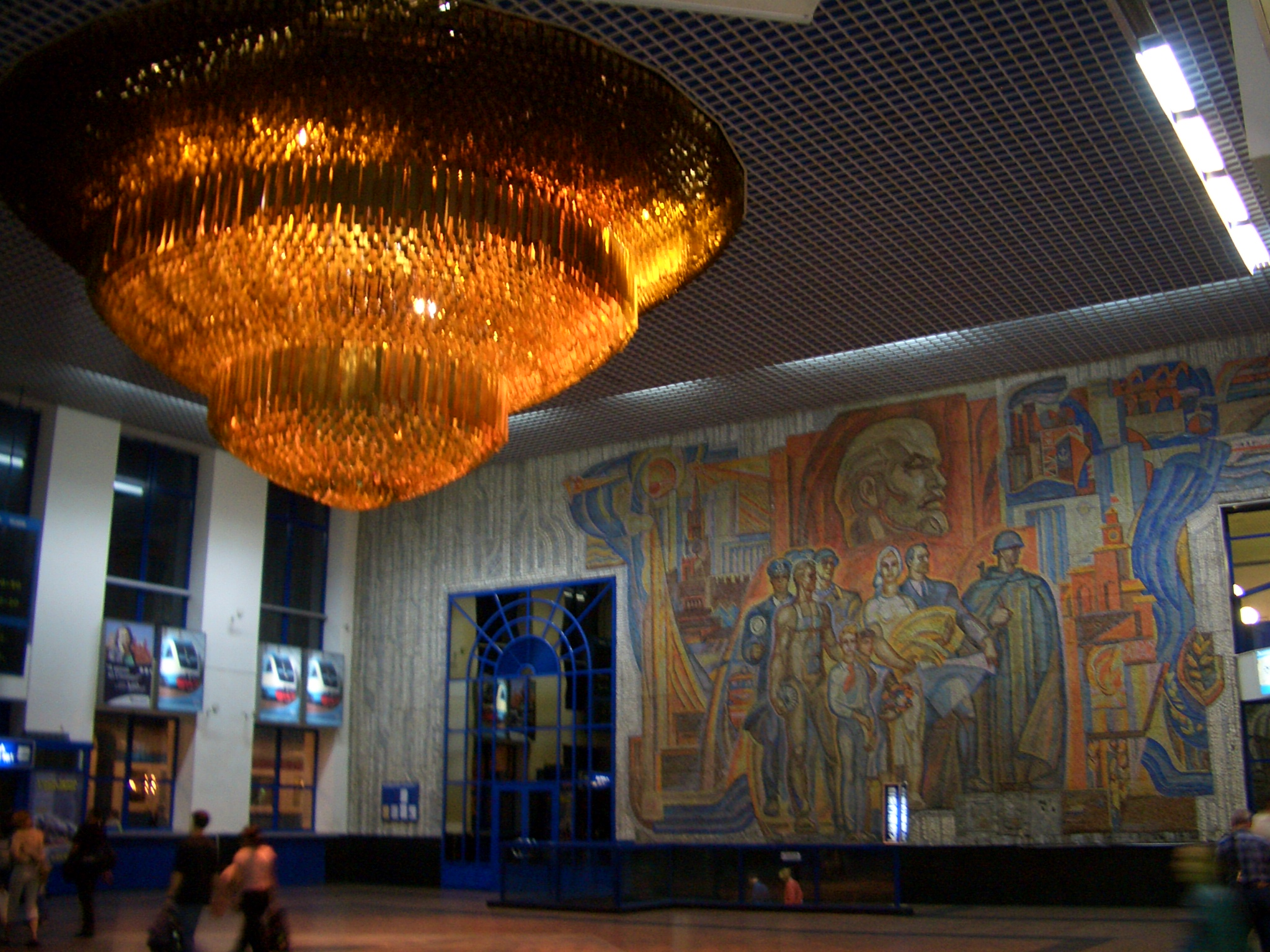
Lampadario all'interno della vecchia stazione

Dal 2002 la stazione è stata modernizzata, dotata di terminali per il controllo automatico dei biglietti e la costruzione di capannoni sopra le piattaforme. Da giugno 2017, la stazione è stata chiusa per lavori di ristrutturazione e aperta solo il 28 aprile 2018.
Al momento della ricostruzione, l'uscita dei passeggeri dalle piattaforme ai treni a lunga percorrenza e ai treni elettrici è stata effettuata attraverso la stazione interurbani.
Dopo la ricostruzione, un terminale aggiornato è apparso, attrezzato e ricostruito nello spirito del 21 ° secolo. Nelle sale d'attesa ci sono telecamere e scaffali per ricaricare dispositivi mobili con serrature combinate. Il gigantesco lampadario fu smantellato e inviato al magazzino. Solo due pannelli a mosaico sulle pareti laterali all'interno dell'edificio sono rimasti dell'era sovietica.
30 marzo 2010 La stazione di Gorkij-Moskovskij è stata ribattezzata con il nome moderno di Nižnij Novgorod-Moskovskij. Il 1 ° luglio dello stesso anno, il nome della stazione ferroviaria Gorky-Moskovsky fu cambiato in Nizhny Novgorod secondo l'ordine del presidente delle ferrovie russe JSC Vladimir Jakunin.
Ma il nome alla stazione stessa è stato cambiato solo nell'aprile 2014 dalla stazione ferroviaria di Moskovskij alla stazione ferroviaria, poiché solo a quel tempo era stato finanziato.

## Movimento

### Servizio ferroviario suburbano di Nižnij Novgorod
Dal 24 giugno 2013 è stata aperta la prima linea del Servizio ferroviario suburbano (l'analogo della S-Bahn tedesca, London Overground o Paris RER), che collega il distretto cittadino di Sormovskij e la stazione ferroviaria. Attraversa quartieri in cui non c'è la metropolitana ed è la sua alternativa. I treni viaggiano meno frequentemente rispetto alla metropolitana, ma più spesso che su percorsi suburbani. Durante le ore di punta, il treno di prima linea inizia ogni 20-30 minuti. Nel 2018 fu aperta una seconda linea che collegava la stazione e la stazione Prospekt Gagarina. Collega diverse aree e parte del sobborgo, a causa del quale ha diverse zone tariffarie.
| #      | Linea       | Percorso                                        | Numero di stazioni |
| ------ | ----------- | ----------------------------------------------- | ------------------ |
| 1      | Sormovskaja | Stazione di Nižnij Novgorod – Počinki           | 7                  |
| 2      | Priokskaja  | Stazione di Nižnij Novgorod – Prospekt Gagarina | 12                 |
| Total: |             |                                                 | 18                 |

## Servizi
La stazione è classificata da RŽD nella categoria "Primo".
La stazione dispone di ascensori, che la rendono quindi accessibile ai portatori di disabilità, e di scale mobili che collegano i vari livelli. Inoltre, l'area dedicata al traffico passeggeri, è dotata di un impianto di videosorveglianza e di altoparlanti per gli annunci sonori di arrivo e partenza treni.
- Bar
- Biglietteria a sportello
- Biglietteria automatica
- Deposito bagagli con personale
- Negozi
- Posto di Polizia ferroviaria
- Posto di primo soccorso
- Ristorante
- Sala d'attesa
- Servizi igienici
- Ufficio oggetti smarriti
- Ufficio postale

## Interscambi
- Stazione ferroviaria (SFS Niznij Novgorod)
- Fermata metropolitana (Moskovskaja, linee M1 e M2)
- Fermata tram (Stazione di Nižnij Novgorod - P.za della Rivoluzione, linee 1, 3, 27, 417)
- Fermata tram (Stazione di Nižnij Novgorod - Via Gordeevskaja, linee 6 e 7)
- Fermata filobus (Via Gordejevskaja, linee 8, 10, 15 e 25)
- Fermata autobus
- Stazione taxi

## Galleria d'immagini

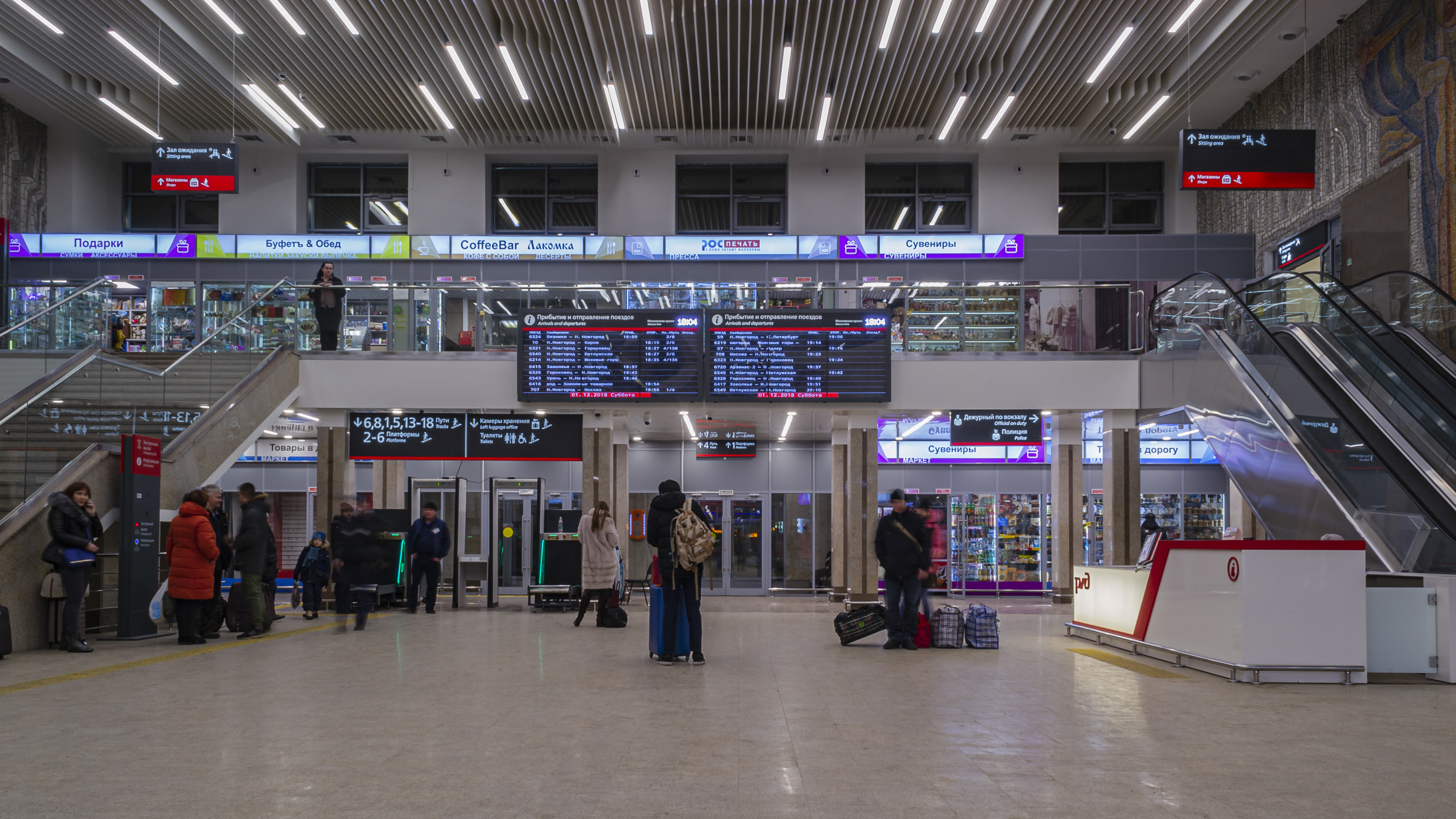
Sala della stazione
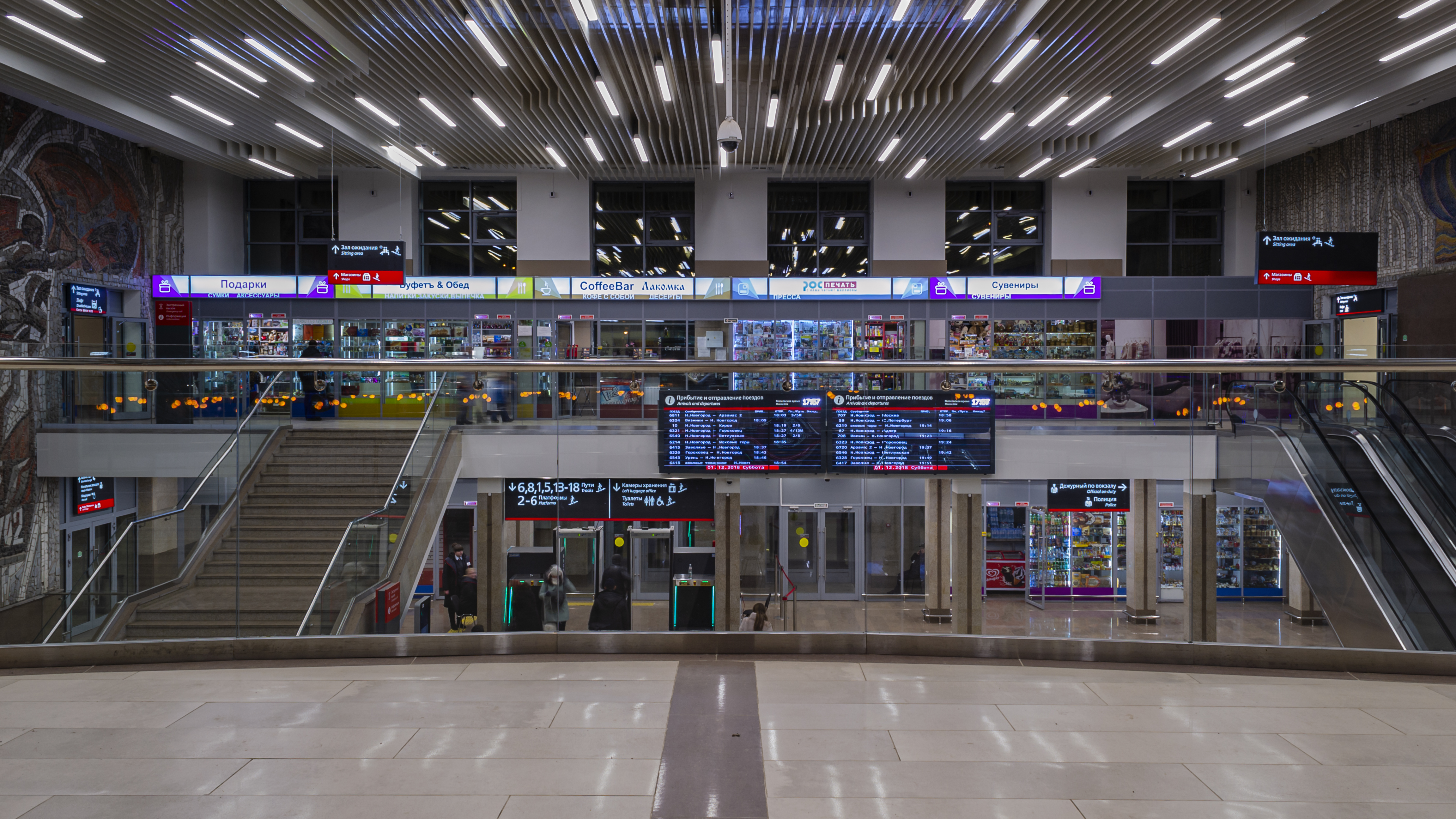
Sala della stazione dal secondo piano
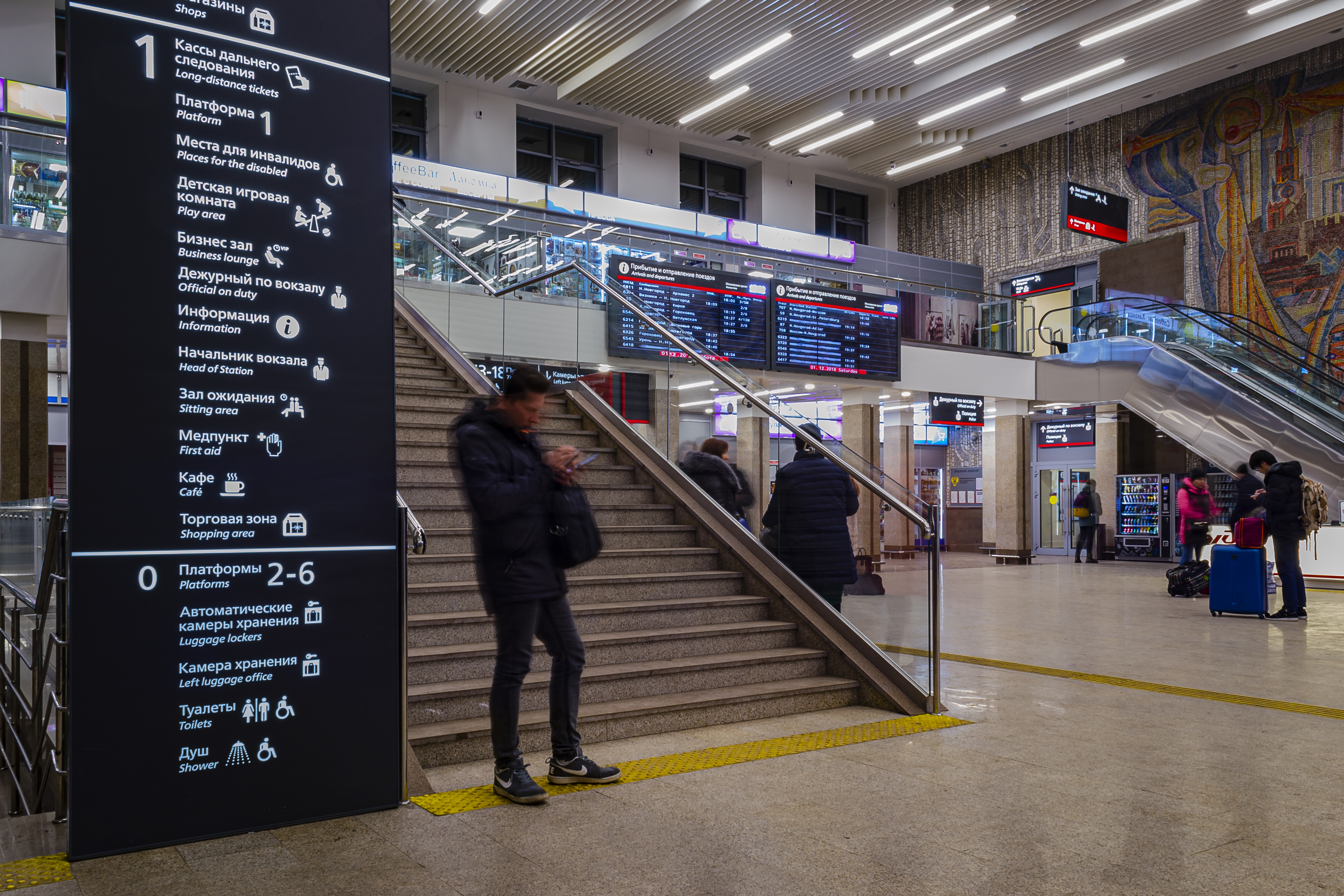
Segnali e indicazioni informative nella hall della stazione
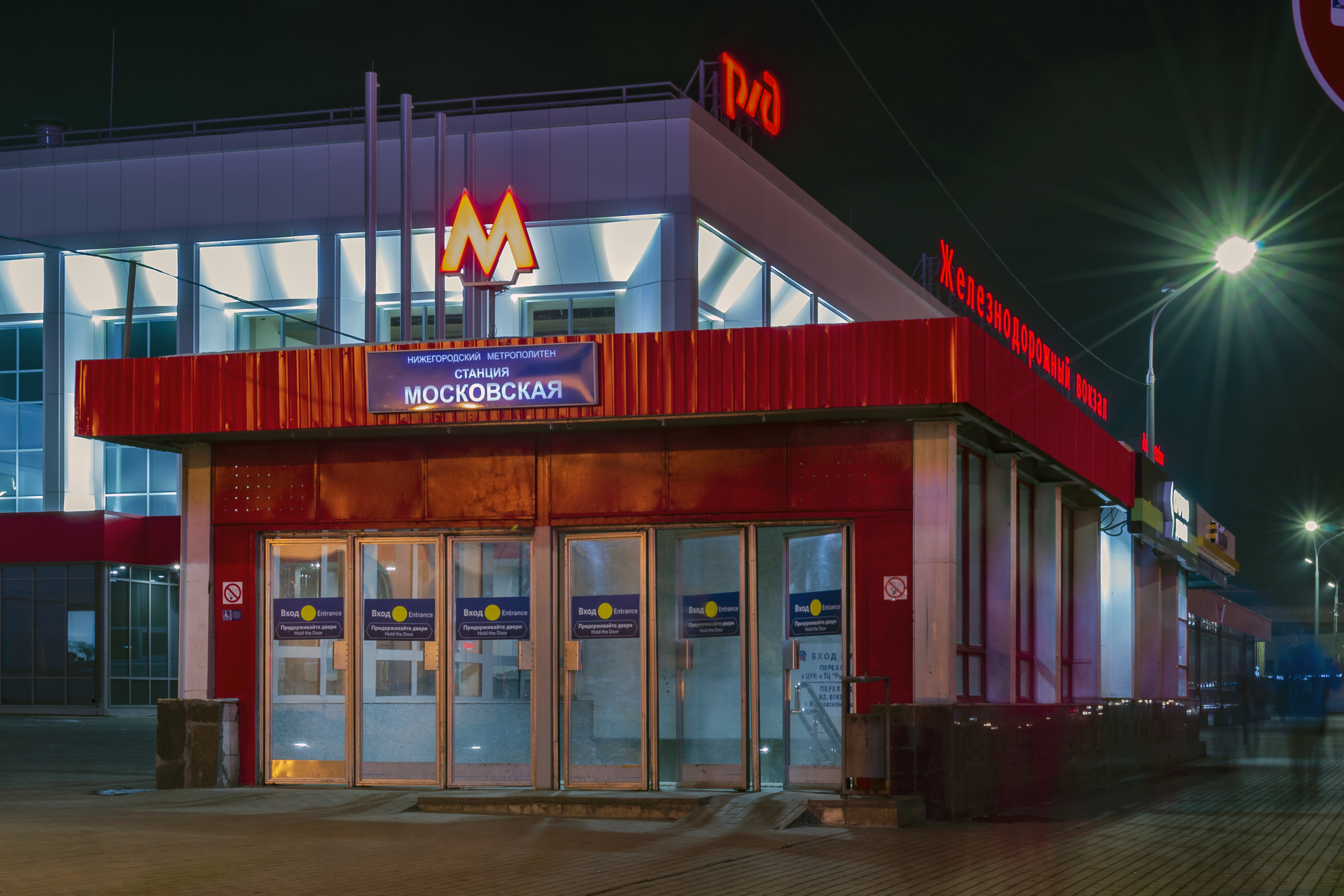
L'edificio della stazione di notte e l'ingresso alla stazione della metropolitana Moskovskaja
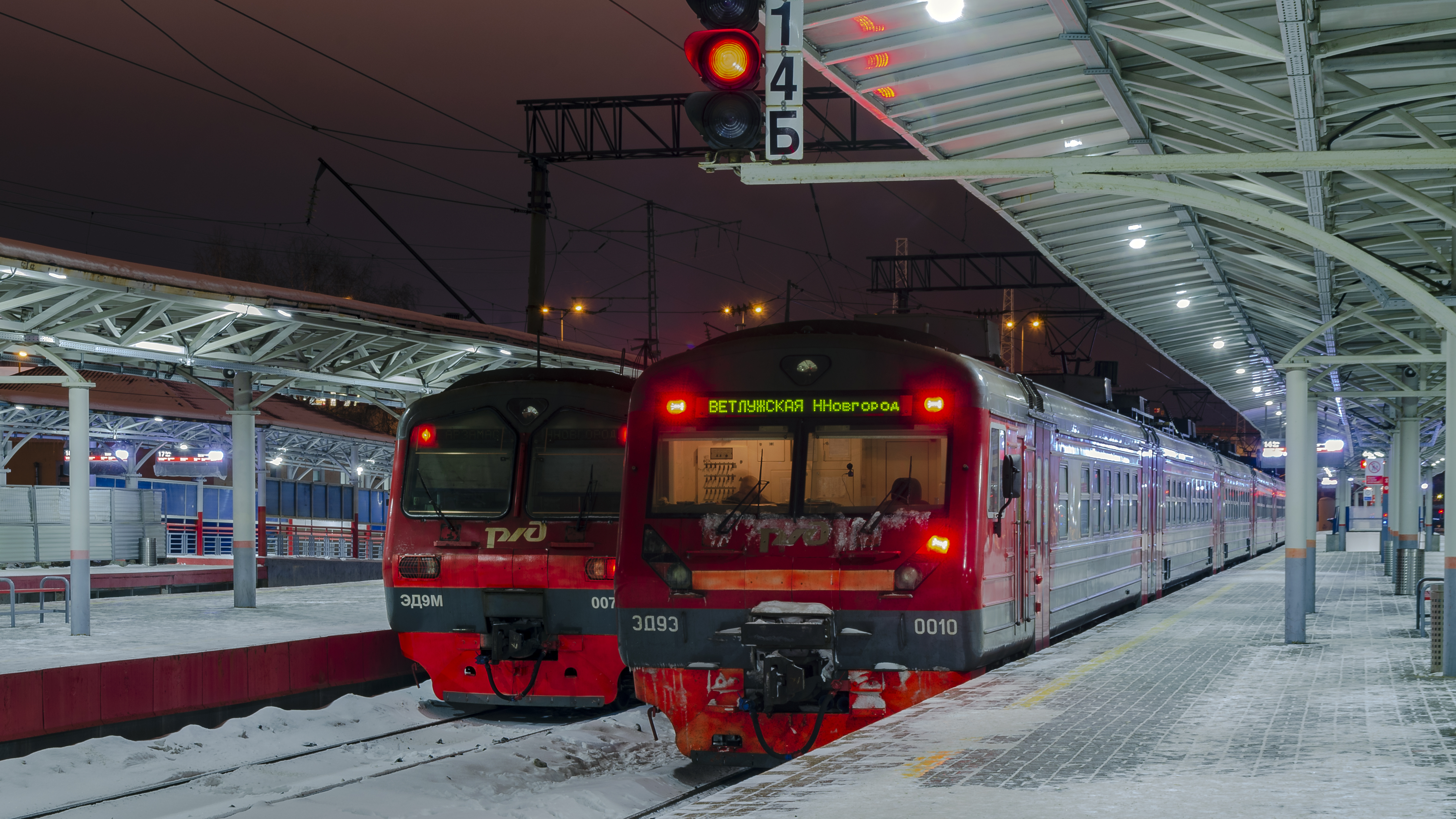
ED9E "Nižnij Novgorod-Vetlužskaja" treno elettrico ad alta velocità sulla 5ª piattaforma
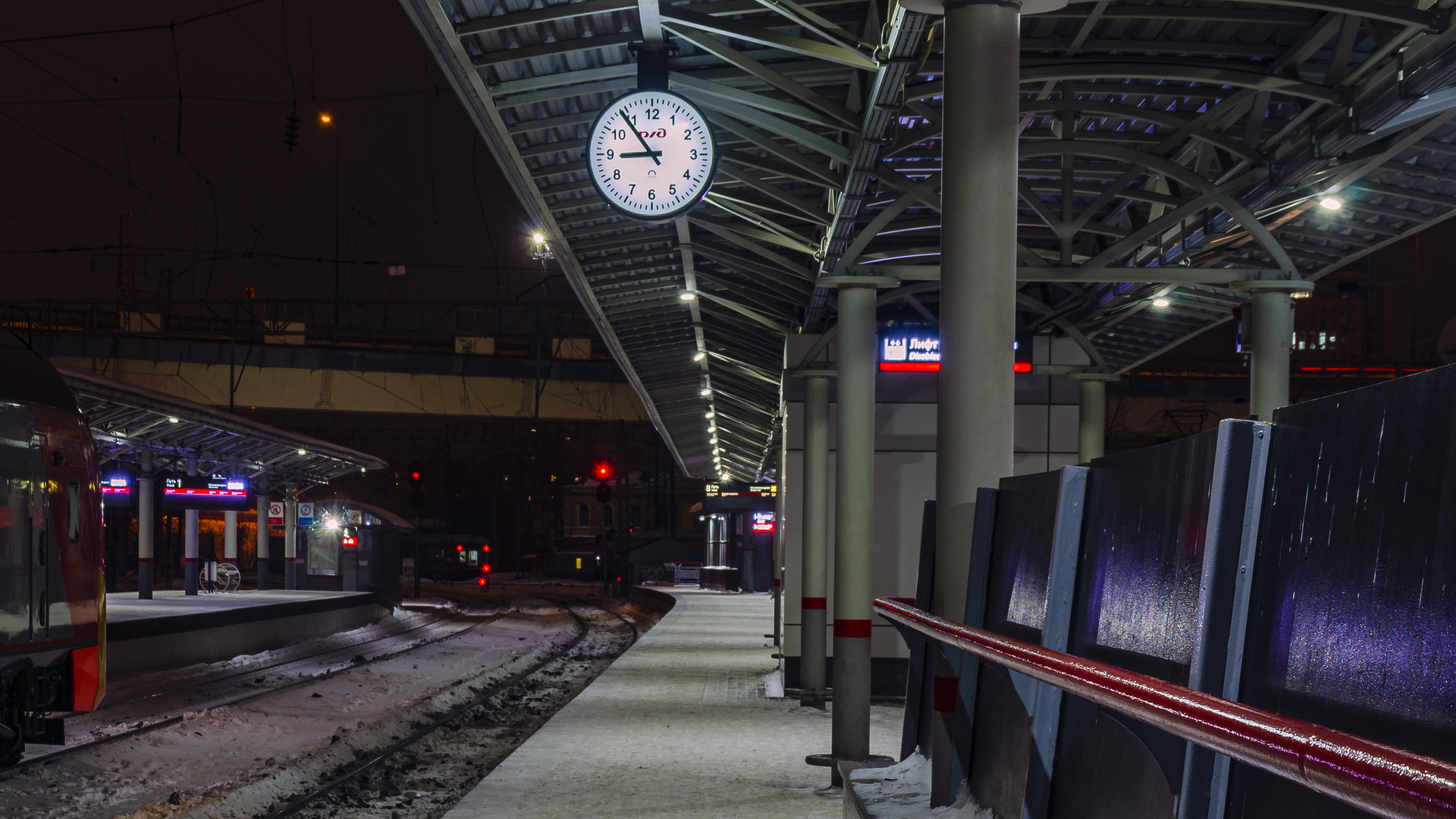
Orologio ferroviario sulla piattaforma
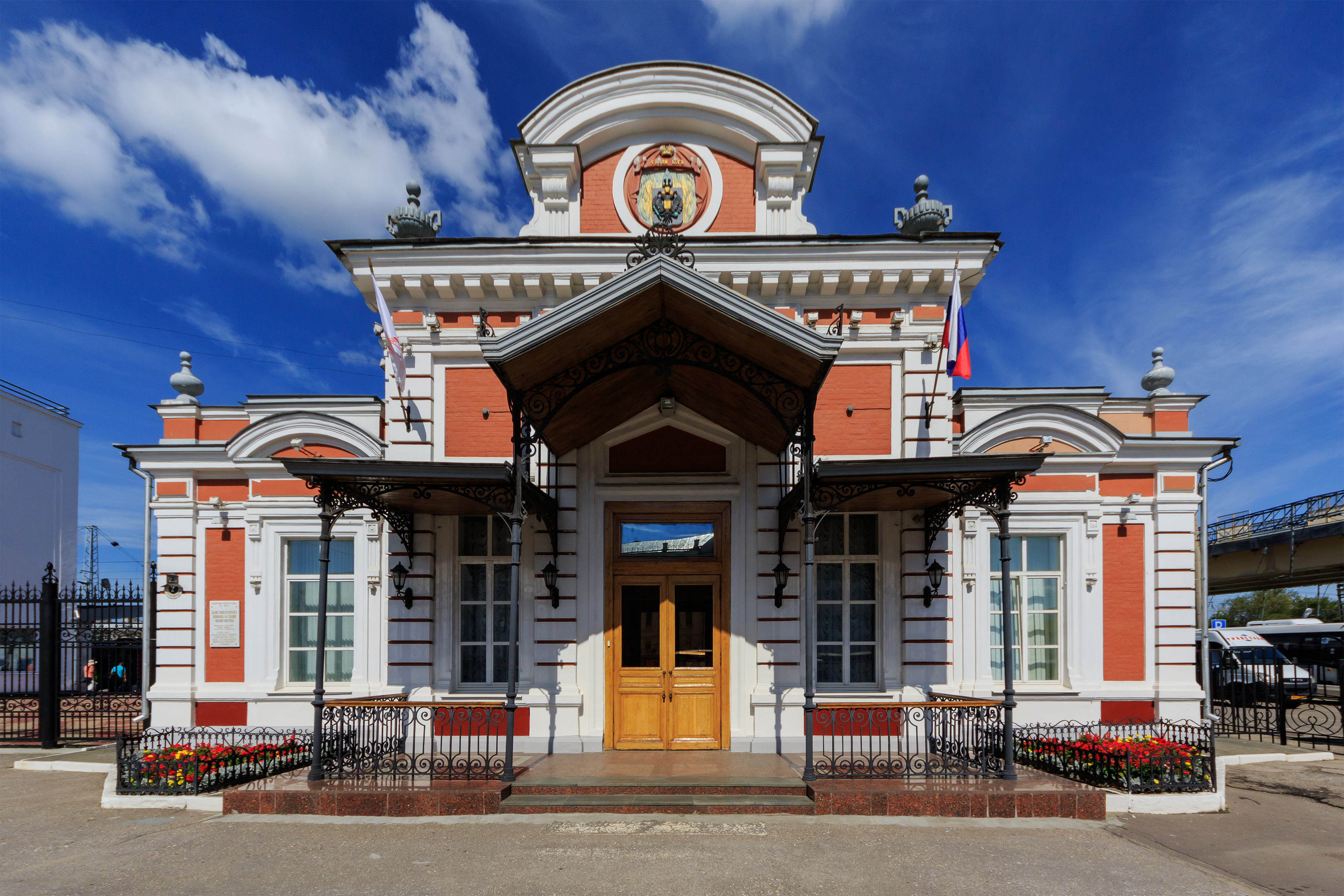
Ex padiglione imperiale